# Alexandra Boikova
Alexandra Ígorevna Boikova –en ruso, Александра Игоревна Бойкова– (San Petersburgo, 20 de enero de 2002) es una deportista rusa que compite en patinaje artístico, en la modalidad de parejas.
Ganó una medalla de bronce en el Campeonato Mundial de Patinaje Artístico sobre Hielo de 2021 y tres medallas en el Campeonato Europeo de Patinaje Artístico sobre Hielo entre los años 2019 y 2022.

## Palmarés internacional
| Campeonato Mundial | Campeonato Mundial  | Campeonato Mundial | Campeonato Mundial |
| Año                | Lugar               | Medalla            | Categoría          |
| ------------------ | ------------------- | ------------------ | ------------------ |
| 2021               | Estocolmo (Suecia)  | Medalla de bronce  | Parejas            |
| Campeonato Europeo |                     |                    |                    |
| Año                | Lugar               | Medalla            | Categoría          |
| 2019               | Minsk (Bielorrusia) | Medalla de bronce  | Parejas            |
| 2020               | Graz (Austria)      | Medalla de oro     | Parejas            |
| 2022               | Tallin (Estonia)    | Medalla de bronce  | Parejas            |